# Il cantastorie
Il cantastorie è il terzo album in studio del rapper italiano Space One, pubblicato nel 2001 dalla Best Sound.

## Descrizione
Un album diverso dai precedenti lavori di Space One, un album molto più ironico, uscito in un periodo non felice per Space One, deluso dalla brutta piega che stava prendendo l'hip hop italiano.
Proprio per questo, dopo Il cantastorie Space One si prese una lunga pausa di riflessione durata ben 6 anni.
L'album vanta le collaborazioni dei Pooglia Tribe in Colpo di tacco, J-Ax, Grido, Thema e Posi Argento nel brano SF A.A.D.D.S.S, la cantante Dilene Ferraz in Provo per te e nuovamente Posi Argento nel brano di chiusura Non ti sopporto più.
I singoli estratti dal cantastorie sono Aiutami a distruggerti, una rivisitazione in chiave rap del brano di Michele Zarrillo 5 giorni e Provo per te; di entrambi i singoli è stato realizzato un video, quest'ultimo però non è mai uscito.

## Tracce
1. Intro
2. Libero bordello
3. Naa naa naa
4. Nuda
5. 30-50 (Il mondo va a puttane)
6. Colpo di tacco (feat. Pooglia Tribe)
7. Doo yoo Interludio
8. Assistenza MC's
9. Provo per te
10. Il gorilla
11. Il mio microfono
12. A.A.D.D.S.S (feat. J-Ax, Thema, Grido &  Posi Argento)
13. Aiutami a distruggerti
14. Non ti sopporto più (feat.  Posi Argento)